# Colin Dibley
Colin Dibley (* 19. September 1944 in Sydney, New South Wales) ist ein ehemaliger australischer Tennisspieler.

## Karriere
In jungen Jahren spielte Colin Dibley auf Amateurebene. Er kannte Ken Rosewall, mit dem er trainierte, wenn dieser zwischen internationalen Turnieren zu Hause war. Rosewall ermunterte ihn, Tennis auf hochklassiger Ebene zu spielen.
Seinen ersten größeren Erfolg auf der ATP Tour hatte er, als er 1970 in Brisbane das Halbfinale im Einzel erreichte, wo er Ross Case in fünf Sätzen unterlag. Im Folgejahr erreichte er in Manchester zum ersten Mal die Finalrunde bei einem Turnier; diese Partie gewann er gegen den Südafrikaner Bob Hewitt. Bis zu seinem Karriereende erreichte er acht weitere Finalmatches, bei denen er in Kitzbühel, Carlsbad und South Orange auch die Titel holen konnte. Der größte Erfolg seiner Karriere wurde der Einzug ins Halbfinale der Australian Open 1979, in dem er dem US-Amerikaner John Sadri unterlag. In Wimbledon erreichte er 1971 und 1972 jeweils das Viertelfinale.
Im Doppel trat Dibley mit wechselnden Partner an. An der Seite von Roy Emerson erreichte er 1972 erstmals das Finale eines Doppels; in Stockholm mussten sie sich Tom Okker und Marty Riessen geschlagen geben. Nach ebenfalls verlorenen Finalpartien in Miami, Richmond, St. Louis und Columbus konnte er im August 1973 seinen ersten Doppeltitel gewinnen. In Haverford gewannen er und sein Landsmann Allan Stone das Finale gegen die US-Amerikaner John Austin und Fred McNair. Sein bestes Ergebnis bei einem Grand-Slam-Turnier hatte er bei den Australian Open 1977. Dort erreichte er mit seinem Partner Chris Kachel das Halbfinale, welches sie gegen John Alexander und Phil Dent verloren. Bis 1981 gewann Colin Dibley insgesamt 17 Doppeltitel, wobei Rod Laver und Geoff Masters die einzigen Partner waren, mit denen er mehr als einen Titel holte. Außerdem erreichte er 16 weitere Endspiele, in denen er sich von den Gegnern geschlagen geben mussten. In der Tennisweltrangliste, die 1973 bzw. im Doppel 1976 eingeführt wurde, erreichte Dibley 1977 Platz 33 im Einzel und 1978 Platz 30 im Doppel.
Zwischen 1971 und 1974 trat Dibley in neun Begegnungen für die australische Davis-Cup-Mannschaft an. Er gewann 13 seiner 19 Matches.
Dibley war bekannt für seinen harten Aufschlag. Bei einem Wettbewerb im Rahmen der US Open 1974 stellte Dibley mit seinem damals noch recht einfachen Holzschläger mit einem Aufschlag von 238 km/h einen neuen Weltrekord auf.

## Persönliches
Vor seinem Durchbruch bei internationalen Turnieren arbeitete Dibley als Zollbeamter am Sydney International Airport. Den Job gab er 1971 im Alter von 26 Jahren zugunsten seiner Tenniskarriere auf.
Im Jahr 1975 heiratete er die US-Amerikanerin Carolyn Brown. Nach seiner aktiven Karriere ließ Dibley sich in der Stadt Chatham im US-Bundesstaat New Jersey nieder, woher seine Ehefrau und auch der Tennisspieler Peter Fleming stammten. Er wurde Vater von drei Kindern und arbeitete im Immobiliengewerbe. Im Jahr 2000 ließen er und seine Frau sich scheiden.

## Erfolge
| Legende                  |
| Grand Slam               |
| Saisonendveranstaltungen |
| Open-Era-Turniere (21)   |
| ATP Challenger Tour (1)  |

| Titel nach Belag |
| Hartplatz (6)    |
| Rasen (5)        |
| Sand (10)        |
| Teppich          |

### Einzel

#### Turniersiege

##### ATP Tour
| Nr. | Datum           | Turnier      | Belag     | Finalgegner    | Ergebnis      |
| --- | --------------- | ------------ | --------- | -------------- | ------------- |
| 1.  | 31. Mai 1971    | Manchester   | Rasen     | Bob Hewitt     | 6:1, 6:4      |
| 2.  | 17. Juli 1972   | Kitzbühel    | Sand      | Dick Crealy    | 6:1, 6:3, 6:4 |
| 3.  | 22. Januar 1973 | Carlsbad     | Hartplatz | Stan Smith     | 6:3, 7:66     |
| 4.  | 20. August 1973 | South Orange | Rasen     | Vijay Amritraj | 6:4, 6:7, 6:4 |

##### Challenger Tour
| Nr. | Datum          | Turnier | Belag | Finalgegner        | Ergebnis |
| --- | -------------- | ------- | ----- | ------------------ | -------- |
| 1.  | 7. Januar 1980 | Perth   | Rasen | Christofer Delaney | 6:2, 6:4 |

#### Finalteilnahmen
| Nr. | Datum              | Turnier       | Belag     | Finalgegner         | Ergebnis                |
| --- | ------------------ | ------------- | --------- | ------------------- | ----------------------- |
| 1.  | 11. September 1972 | Sacramento    | Hartplatz | Stan Smith          | 4:6, 7:5, 4:6, 4:6      |
| 2.  | 11. Dezember 1972  | Adelaide      | Rasen     | Alexander Metreweli | 5:7, 7:5, 7:6, 6:7, 2:6 |
| 3.  | 31. Dezember 1973  | Sydney        | Rasen     | Geoff Masters       | 1:6, 4:6, 2:6           |
| 4.  | 1. März 1976       | Little Rock   | Hartplatz | Haroon Rahim        | 4:6, 5:7                |
| 5.  | 12. September 1977 | Laguna Niguel | Hartplatz | Andrew Pattison     | 6:2, 6:7, 4:6           |

### Doppel

#### Turniersiege
| Nr. | Datum             | Turnier         | Belag         | Partner        | Finalgegner                    | Ergebnis        |
| --- | ----------------- | --------------- | ------------- | -------------- | ------------------------------ | --------------- |
| 1.  | 19. August 1973   | Haverford       | Rasen         | Allan Stone    | John Austin Fred McNair        | 7:6, 6:3        |
| 2.  | 29. Oktober 1973  | Hongkong        | Hartplatz     | Rod Laver      | Paul Gerken Brian Gottfried    | 6:3, 5:7, 17:15 |
| 3.  | 15. April 1974    | Houston         | Sand          | Rod Laver      | Arthur Ashe Roscoe Tanner      | 4:6, 7:6, 6:4   |
| 4.  | 7. April 1975     | St. Louis       | Sand          | Ray Ruffels    | Ross Case Geoff Masters        | 6:4, 6:4        |
| 5.  | 14. Juli 1975     | Istanbul        | Sand          | Thomaz Koch    | Colin Dowdeswell John Feaver   | 6:2, 6:2, 6:2   |
| 6.  | 22. März 1976     | Palm Springs    | Hartplatz     | Sandy Mayer    | Raymond Moore Erik van Dillen  | 6:4, 6:7, 7:6   |
| 7.  | 12. April 1976    | Palma           | Sand          | John Andrews   | Mark Edmondson John Marks      | 2:6, 6:3, 6:2   |
| 8.  | 9. Mai 1976       | Florenz         | Sand          | Carlos Kirmayr | Péter Szőke Balázs Taróczy     | 5:7, 7:5, 7:5   |
| 9.  | 31. Januar 1977   | Little Rock (1) | Hartplatz     | Haroon Rahim   | Bob Hewitt Frew McMillan       | 6:7, 6:3, 6:3   |
| 10. | 24. April 1977    | Denver          | Sand (i)      | Geoff Masters  | Syd Ball Kim Warwick           | 6:2, 6:3        |
| 11. | 8. August 1977    | South Orange    | Sand          | Wojciech Fibak | Ion Țiriac Guillermo Vilas     | 6:1, 7:5        |
| 12. | 5. Februar 1978   | Little Rock (2) | Hartplatz (i) | Geoff Masters  | Tim Gullikson Tom Gullikson    | 7:6, 6:3        |
| 13. | 13. August 1978   | Columbus        | Sand          | Bob Giltinan   | Marcelo Lara Eliot Teltscher   | 6:3, 6:2        |
| 14. | 22. Oktober 1979  | Tokio           | Sand          | Pat DuPré      | Rod Frawley Francisco González | 3:6, 6:1, 6:1   |
| 15. | 10. Dezember 1979 | Adelaide (1)    | Rasen         | Chris Kachel   | John Alexander Phil Dent       | 6:7, 7:6, 6:4   |
| 16. | 23. März 1980     | Metz            | Hartplatz (i) | Gene Mayer     | Chris Delaney Kim Warwick      | 7:6, 7:5        |
| 17. | 5. Januar 1981    | Adelaide (2)    | Rasen         | John James     | Eddie Edwards Craig Edwards    | 6:3, 6:4        |

#### Finalteilnahmen
| Nr. | Datum            | Turnier      | Belag       | Partner          | Finalgegner                        | Ergebnis      |
| --- | ---------------- | ------------ | ----------- | ---------------- | ---------------------------------- | ------------- |
| 1.  | 4. November 1972 | Stockholm    | Hartplatz   | Roy Emerson      | Tom Okker Marty Riessen            | 3:6, 2:6      |
| 2.  | 21. Januar 1973  | Miami        | Hartplatz   | Terry Addison    | Roy Emerson Rod Laver              | 4:6, 4:6      |
| 3.  | 4. Februar 1973  | Richmond     | Teppich (i) | Terry Addison    | Roy Emerson Rod Laver              | 6:3, 3:6, 4:6 |
| 4.  | 1. April 1973    | St. Louis    | Teppich (i) | Terry Addison    | Ove Bengtson Jim McManus           | 2:6, 5:7      |
| 5.  | 5. August 1973   | Columbus     | Hartplatz   | Charlie Pasarell | Gerald Battrick Graham Stilwell    | 4:6, 6:7      |
| 6.  | 14. Oktober 1973 | Tokio (1)    | Sand        | Allan Stone      | Mal Anderson Ken Rosewall          | 5:7, 5:7      |
| 7.  | 24. Mai 1975     | Orlando      | Hartplatz   | Ray Ruffels      | Brian Gottfried Raúl Ramírez       | 4:6, 4:6      |
| 8.  | 25. April 1976   | Madrid       | Sand        | John Andrews     | Eduardo Mandarino Carlos Kirmayr   | 6:7, 6:4, 6:8 |
| 9.  | 31. Oktober 1977 | Tokio (2)    | Sand        | Chris Kachel     | Geoff Masters Kim Warwick          | 2:6, 6:7      |
| 10. | 10. April 1978   | Johannesburg | Hartplatz   | Geoff Masters    | Bob Hewitt Frew McMillan           | 5:7, 6:7      |
| 11. | 16. Juli 1978    | Newport      | Rasen       | Bob Giltinan     | Tim Gullikson Tom Gullikson        | 4:6, 4:6      |
| 12. | 29. Januar 1979  | Little Rock  | Hartplatz   | Phil Dent        | Vitas Gerulaitis Vladimír Zedník   | 7:5, 3:6, 5:7 |
| 13. | 25. März 1979    | San José     | Hartplatz   | Anand Amritraj   | Ion Țiriac Guillermo Vilas         | 4:6, 6:2, 4:6 |
| 14. | 15. April 1979   | Tulsa        | Hartplatz   | Tom Gullikson    | Francisco González Eliot Teltscher | 7:6, 5:7, 3:6 |
| 15. | 19. August 1979  | Stowe        | Hartplatz   | Anand Amritraj   | Mike Cahill Steve Krulevitz        | 5:7, 4:6      |
| 16. | 8. Oktober 1979  | Tel Aviv     | Hartplatz   | Mike Cahill      | Ilie Năstase Tom Okker             | 5:7, 4:6      |